# Ambassade de Guinée en France
L'ambassade de Guinée en France est la représentation diplomatique de la république de Guinée en République française. Elle est située à Paris, la capitale du pays et son ambassadeur est, depuis 2023, Sénkoun Sylla.

## Histoire
La Guinée devient indépendante de la France en 1958, refusant d'intégrer la Communauté française. Un ambassadeur de Guinée en France est nommé, Nabi Youla, mais la dégradation des relations entre les deux pays entraîne finalement une rupture des liens diplomatiques, qui ne reprendront qu'à partir de 1975.

## Localisation
L'ambassade est située rue de la Faisanderie dans le 16e arrondissement de Paris.

## Consulats
La Guinée dispose également de trois consulats honoraires situés à Bordeaux, Lyon et Toulouse.

## Listes des ambassadeurs
| Date de nomination                            | Date de remise des lettres de créance | Date de remise des lettres de créance | Fin de mission   | Diplomate               | Remarques         |
| --------------------------------------------- | ------------------------------------- | ------------------------------------- | ---------------- | ----------------------- | ----------------- |
| 21 janvier 1959                               |                                       |                                       | 25 janvier 1961  | Nabi Youla              |                   |
| janvier 1961                                  |                                       |                                       | 1963             | Tibou Tounkara          |                   |
| 1963                                          |                                       |                                       | 17 novembre 1965 | Diakité Nanamoudou      |                   |
| Rupture des relations diplomatiques 1965-1975 |                                       |                                       |                  |                         |                   |
| 25 février 1976                               |                                       |                                       | 1978             | Seydou Keita            |                   |
| février 1978                                  |                                       |                                       | septembre 1984   | Aboubacar Somparé       |                   |
| 1985                                          |                                       |                                       | 1990             | Sékou Camara            |                   |
| 1990                                          | 5 avril 1990                          | [ JORF 1 ]                            | 1993             | Marcel Martin           |                   |
| 1993                                          | 24 mars 1993                          | [ JORF 2 ]                            | 1997             | Lamine Camara           |                   |
| 1997                                          | 22 juillet 1997                       | [ JORF 3 ]                            | 2002             | Ibrahima Sylla          |                   |
| 2002                                          | 10 décembre 2002                      | [ JORF 4 ]                            | 2004             | Ibrahima Haïdara Cherif |                   |
| 2004                                          | 2 juillet 2004                        | [ JORF 5 ]                            | 2011             | Salifou Sylla           |                   |
| 29 mars 2011                                  | 6 juin 2011                           | [ JORF 6 ]                            | 3 février 2022   | Amara Camara            |                   |
| 9 février 2022                                |                                       |                                       | 23 janvier 2023  | Jean-Baptiste Grovogui  | Chargé d'affaires |
| 23 janvier 2023                               | 22 septembre 2023                     | [ JORF 7 ]                            | en cours         | Sénkoun Sylla           |                   |